# Bahraini Premier League
Bahraini Premier League – najwyższa w hierarchii klasa męskich ligowych rozgrywek piłkarskich w Bahrajnie. Zmagania w jej ramach toczą się cyklicznie (co sezon) i przeznaczone są dla 10 najlepszych krajowych klubów piłkarskich. Zwycięzca kraju kwalifikuje się do Pucharu AFC. Pierwszy sezon w historii rozegrano w 1957 roku.

## System rozgrywek
10 zespołów rozgrywa dwa mecze każdy z każdym (w sumie 18 meczów), aby wyłonić mistrza kraju. Mimo iż w lidze funkcjonuje system rozgrywania meczów u siebie i na wyjeździe, większość spotkań odbywa się na Stadionie Narodowym.
Dwa kluby znajdujące się na ostatnich miejscach spadają do niższej ligi, natomiast ósma drużyna rozgrywa mecz barażowy z zespołem zajmującym trzecie miejsce w niższej lidze.

## Skład ligi w sezonie 2021/22
- Al-Ahli
- Al-Hala
- Al-Hidd
- Al-Khaldiya
- Al-Muharraq
- Al-Najma
- Al-Riffa
- Budaiya
- East Riffa
- Manama

## Lista mistrzów
Źródło:
| - 1956/57: Al-Muharraq - 1957/58: Al-Muharraq - 1958/59: Al-Nasr - 1959/60: Al-Muharraq - 1960/61: Al-Muharraq - 1961/62: Al-Muharraq - 1962/63: Al-Muharraq - 1963/64: Al-Muharraq - 1964/65: Al-Muharraq - 1965/66: Al-Muharraq - 1966/67: Al-Muharraq - 1967/68: Bahrain SC - 1968/69: Al-Ahli - 1969/70: Al-Muharraq - 1970/71: Al-Muharraq - 1971/72: Al-Ahli |  | - 1972/73: Al-Muharraq - 1973/74: Al-Muharraq - 1974/75: Al Arabi - 1975/76: Al-Muharraq - 1976/77: Al-Ahli - 1977/78: Bahrain SC - 1978/79: Al Hala SC - 1979/80: Al-Muharraq - 1980/81: Bahrain SC - 1981/82: West Riffa - 1982/83: Al-Muharraq - 1983/84: Al-Muharraq - 1984/85: Bahrain SC - 1985/86: Al-Muharraq - 1986/87: West Riffa - 1987/88: Al-Muharraq |  | - 1988/89: Bahrain SC - 1989/90: West Riffa - 1990/91: Al-Muharraq - 1991/92: Al-Muharraq - 1992/93: West Riffa - 1993/94: East Riffa - 1994/95: Al-Muharraq - 1995/96: Al-Ahli - 1996/97: West Riffa - 1997/98: West Riffa - 1998/99: Al-Muharraq - 1999/00: West Riffa - 2000/01: Al-Muharraq - 2002: Al-Muharraq - 2002/03: Al-Riffa - 2003/04: Al-Muharraq |  | - 2004/05: Al-Riffa - 2005/06: Al-Muharraq - 2006/07: Al-Muharraq - 2007/08: Al-Muharraq - 2008/09: Al-Muharraq - 2009/10: Al-Ahli - 2010/11: Al-Muharraq - 2011/12: Al-Riffa - 2012/13: Busaiteen - 2013/14: Al-Riffa - 2014/15: Al-Muharraq - 2015/16: Al-Hidd - 2016/17: Malkiya - 2017/18: Al-Muharraq - 2018/19: Al-Riffa - 2019/20: Al-Hidd |  | - 2020/21: Al-Riffa - 2021/22: Al-Riffa |

## Liczba tytułów
| Klub                             | Liczba mistrzostw |
| -------------------------------- | ----------------- |
| Al-Muharraq SC                   | 34                |
| Al-Riffa (włącznie z West Riffa) | 14                |
| Bahrain SC (włącznie z Al-Nasr)  | 6                 |
| Al-Ahli SC                       | 5                 |
| Hidd SCC                         | 2                 |
| Al Arabi (obecnie Al-Najma SC)   | 1                 |
| Al Hala SC                       | 1                 |
| East Riffa SCC                   | 1                 |
| Busaiteen                        | 1                 |
| Malkiya                          | 1                 |

## Królowie strzelców
| Sezon   | Zawodnik             | Drużyna     | Bramki | Źródło |
| ------- | -------------------- | ----------- | ------ | ------ |
| 2003/04 | Duaij Naser Abdulla  | Al-Muharraq | 14     | [ 2 ]  |
| 2003/04 | Yousif Zowaid        | Al-Muharraq | 14     | [ 2 ]  |
| 2004/05 | Salman Isa           | Al-Riffa    | 15     | [ 3 ]  |
| 2005/06 | Jaycee Okwunwanne    | Al-Ahli     | 17     | [ 4 ]  |
| 2006/07 | Rico                 | Al-Riffa    | 25     | [ 5 ]  |
| 2007/08 | Jaycee Okwunwanne    | Al-Muharraq | 24     | [ 6 ]  |
| 2008/09 | Abdulrahman Mubarak  | Al-Riffa    | 14     | [ 7 ]  |
| 2009/10 | Rico                 | Al-Muharraq | 17     | [ 8 ]  |
| 2010/11 | Diego Silva          | Al-Ahli     | 13     | [ 9 ]  |
| 2010/11 | Abdulrahman Mubarak  | Al-Riffa    | 13     | [ 9 ]  |
| 2011/12 | Ahmed Al Khattal     | Al Hala     | 14     | [ 10 ] |
| 2012/13 | Mohammed Al Shamrani | Manama      | 10     | [ 11 ] |
| 2013/14 | Husajn Abd Allah     | Al-Muharraq | 4      | [ 12 ] |
| 2014/15 | Ismail Abdullatif    | Al-Muharraq | 16     | [ 13 ] |
| 2015/16 | Mohamed Al-Romaihi   | Al-Hidd     | 7      | [ 14 ] |
| 2016/17 | Everton              | Manama      | 11     | [ 15 ] |
| 2017/18 | Uche Agba            | Al-Najma    | 18     | [ 15 ] |
| 2018/19 | Mahamadou Drame      | Al-Najma    | 14     | [ 16 ] |
| 2019/20 | Kamil Al-Aswad       | Al-Riffa    | 14     | [ 17 ] |
| 2020/21 | Mahdi Abduljabbar    | Manama      | 12     | [ 18 ] |
| 2021/22 | Mahdi Abduljabbar    | Manama      | 17     | [ 19 ] |